# Bolesław Olszewski

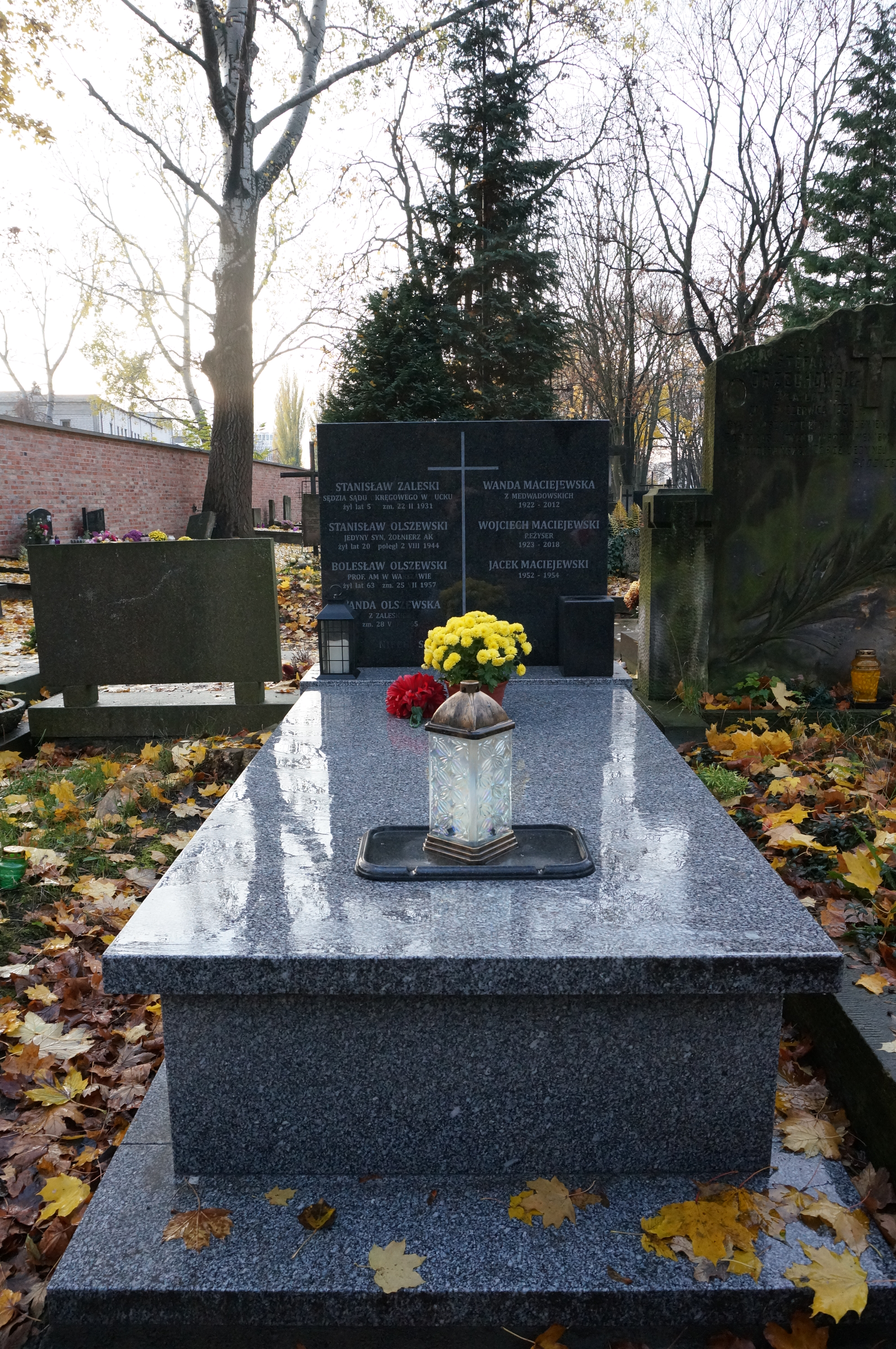
Grób Bolesława Olszewskiego na cmentarzu Powązkowskim

Bolesław Bronisław Olszewski (ur. 27 marca 1889 w Rypinie, zm.  25 lipca 1957 w Łebie) – polski farmaceuta, profesor Wydziału Farmaceutycznego Uniwersytetu Warszawskiego.

## Życiorys
Po ukończeniu gimnazjum w Płocku i po maturze praktykował w aptece we Włocławku, potem podjął studia prawnicze oraz farmaceutyczne w Dorpacie, które ukończył w 1914. Zaraz potem, do roku 1915, przeszedł w Moskwie kurs biologiczno-chemiczny Blumentala, dzięki któremu uzyskał prawo wykonywania analiz fizjologicznych. W latach 1915–1919 odbył praktykę farmaceutyczną w Kazaniu na stanowisku farmaceuty, kierownika apteki i hurtowni aptecznej, wreszcie jako administrator aptek. Od 1919 do 1920 w Orszy był kierownikiem laboratorium i współdziałał przy opracowywaniu programu studiów dla farmaceutów w Rosji porewolucyjnej.
W 1920 przyjechał do Warszawy, gdzie został starszym asystentem Zakładu Chemii Farmaceutycznej i Toksykologicznej. Magisterium uzyskał tam w 1924, a stanowisko adiunkta objął w roku następnym. W kolejnych latach zajmował się pracą dydaktyczną i naukową, w 1931 ukoronowaną pracą doktorską pt. "Badania nad rozróżnianiem olejów roślinnych za pomocą rozpuszczalności ich w mieszaninach acetonu i alkoholu metylowego". Do roku 1934 przebywał we Francji i Belgii na stypendium Funduszu Kultury Narodowej. W 1934 uzyskał habilitację w dziedzinie chemii toksykologicznej i sądowej. Od 1937 kierował Zakładem Farmacji Stosowanej UW, a w czasie wojny wykładał farmację na tajnych kompletach tej uczelni.
Po wojnie wziął czynny udział w odbudowie macierzystego wydziału; został profesorem nadzwyczajnym Uniwersytetu, w 1946 powierzono mu funkcję dziekana na Uniwersytecie, a później na Akademii Medycznej w Warszawie. Jego imię nosi jedna z sal w budynku WUM przy ul. Banacha.
Był żonaty z Wandą z Zaleskich; mieli syna Stanisława, który zginął w 1944 podczas powstania warszawskiego.
Odznaczony był Krzyżem Oficerskim i Krzyżem Kawalerskim Orderu Odrodzenia Polski. Pochowany jest na cmentarzu Powązkowskim, kwatera 338-V-4.